# رافائيل كورديرو
رافائيل كورديرو (بالبرتغالية: Rafael Cordeiro؛ مواليد 1 يونيو 1973) هو مدرب برازيلي للفنون القتالية المختلطة ومؤسس إم إم إيه جيم، وملوك فنون القتال المختلطة. اشتهر بتدريب العديد من أبطال العالم في الفنون القتالية المختلطة.

## وصلات خارجية
- رافائيل كورديرو على موقع شيردوغ (الإنجليزية)
- رافائيل كورديرو على موقع IMDb (الإنجليزية)